# Gheriat esh-Shergia
Gheriat esh-Shergia ou Gheria es-Scerghian est le nom actuel d'un site archéologique libyen. Il conserve les vestiges d'un fortin romain du IIIe siècle.